# (8019) Karachkina
(8019) Karachkina ist ein Asteroid des inneren Hauptgürtels, der am 14. Oktober 1990 von den deutschen Astronomen Lutz D. Schmadel und Freimut Börngen an der Thüringer Landessternwarte Tautenburg (IAU-Code 033) entdeckt wurde.
Der Asteroid wurde am 28. Juli 1999 zu Ehren der ukrainischen Astronomin Ljudmila Georgijewna Karatschkina (* 1948) benannt, die am Krim-Observatorium arbeitet.